# كامدين تاون (محطة مترو أنفاق لندن)
كامدين تاون (بالإنجليزية: Camden Town)‏ هي إحدى محطات مترو أنفاق لندن. تقع على خط نورذيرن أفتتحت في المنطقة (Zone) رقم 2 أفتتحت في 22 يونيو 1907.